# Heddal

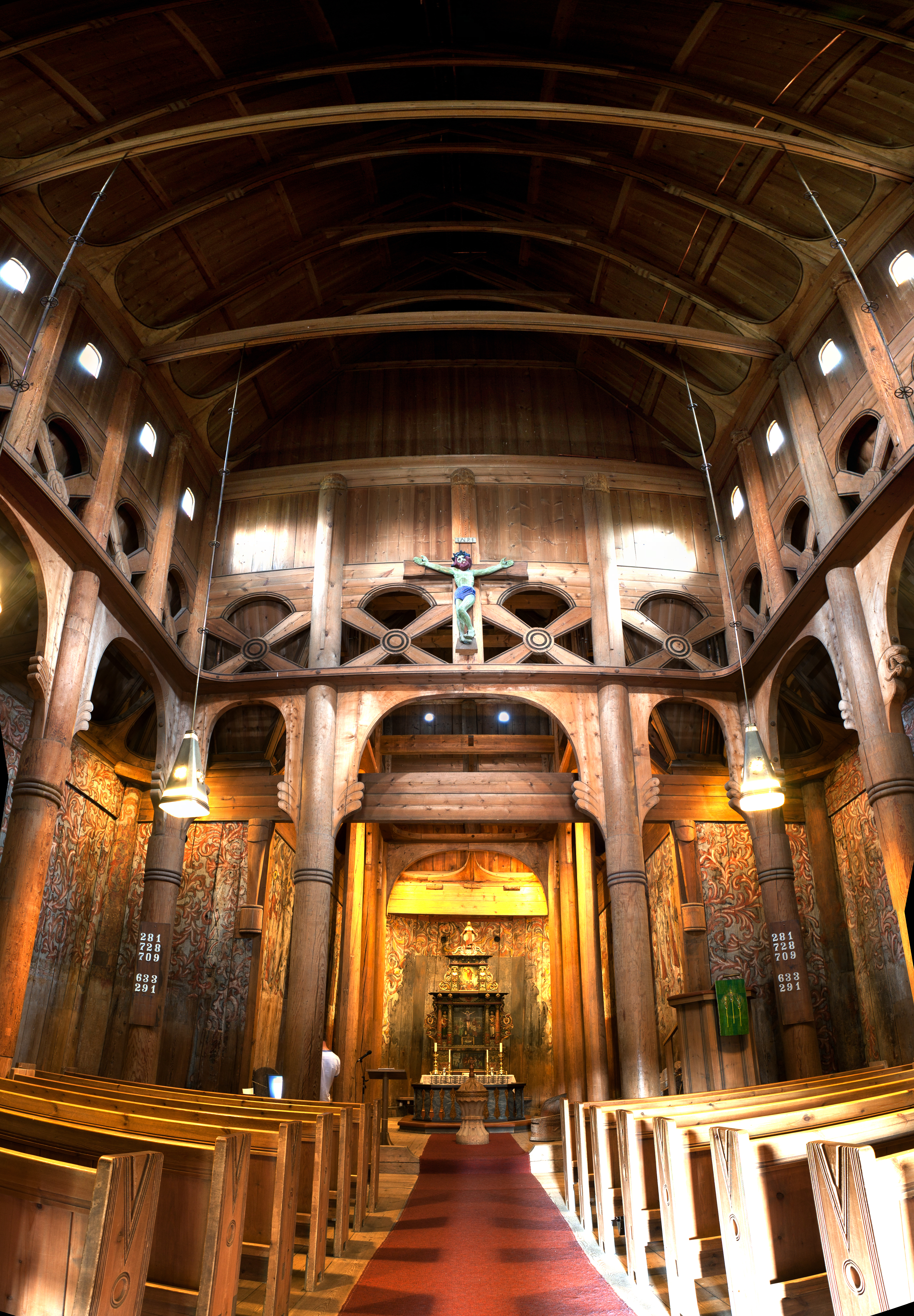
Visión panorámica del interior de la iglesia de madera de Heddal

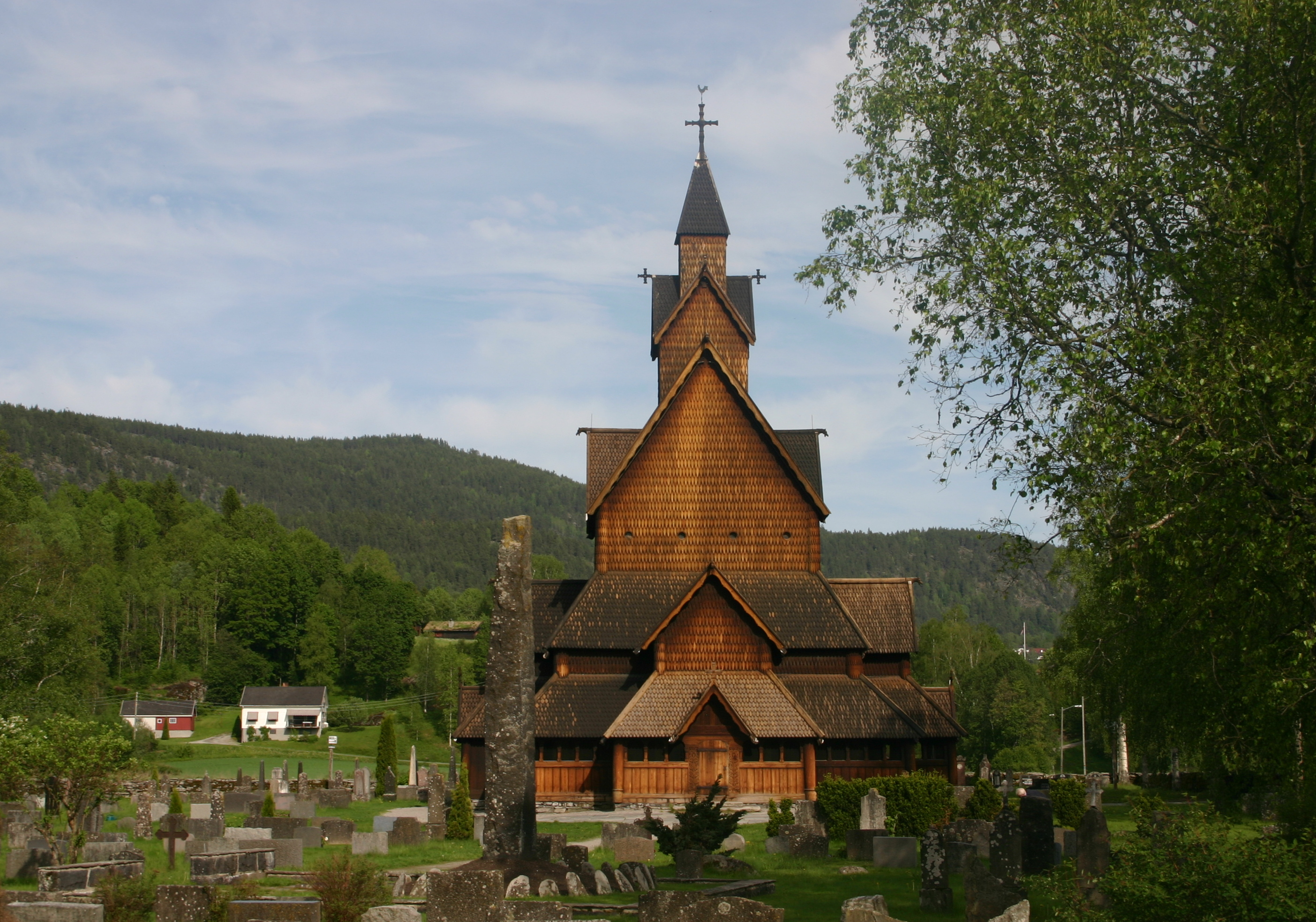
Iglesia de madera de Heddal

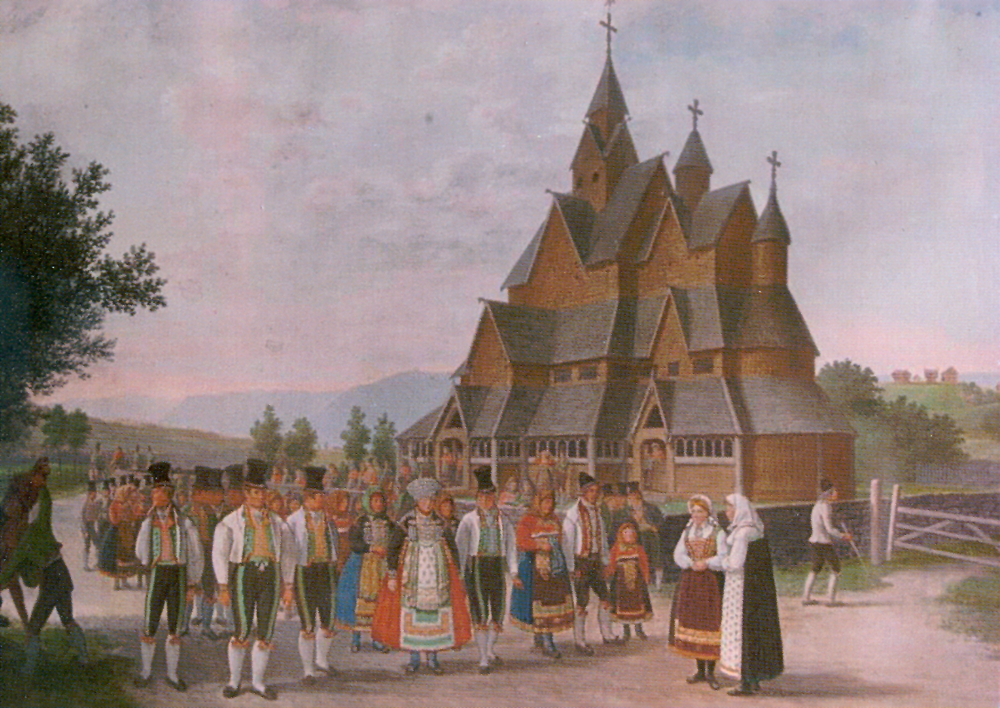
Iglesia de madera de Heddal
Johannes Flintoe (1828)

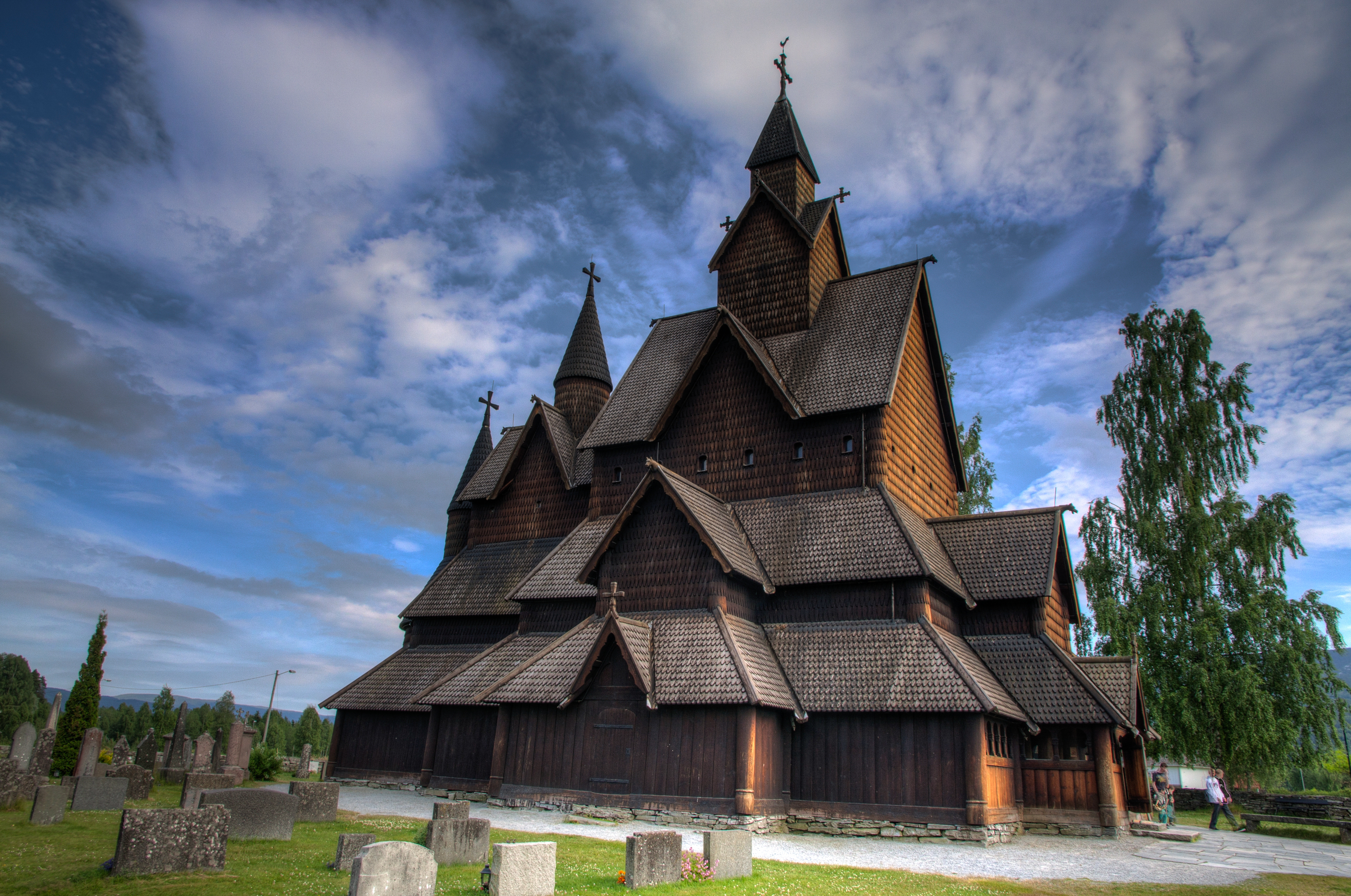
Aspecto exterior de la iglesia de madera de Heddal

Heddal es un pueblo y parroquia en la municipalidad de Notodden, Condado de Telemark, Noruega.

## Historia
La parroquia de Hitterdal fue establecida como una municipalidad el 1 de enero en 1838 (véase formannskapsdistrikt). Notodden fue separada de Heddal como ciudad y municipalidad por su cuenta en 1913. Heddal fue subsecuentemente fusionada con Notodden el 1 de enero de 1964. El distrito clerical de Heddal consiste en dos parroquias: Hitterdal y Lisleherad.

## Etimología
El nombre en nórdico antiguo era Heitrardalr. El primer elemento es el caso genitivo de un antiguo nombre del río Heitr, actualmente conocido como Heddøla, un afluente del río Skien. El último elemento es dalr que significa "valle". El significado original del nombre del río es desconocido. Hasta 1918 él era escrito como Hitterdal o Hiterdal. Desde 1918 en adelante, el nombre ha sido Heddal.

## Geografía
Entre sus ríos cercanos se destaca el Hjartdøla.

## Personas destacadas de Heddal
- Egil Bergsland (1924–2007), político noruego del Partido Trabajador.
- Thorolf Bugge (1879–1935), comerciante unionista y político.
- Olea Crøger (1801–1855), coleccionista folclórico, que publicó melodías populares antiguas.
- Sigmund Groven (nacido en 1946), músico clásico de armónica.
- Hans Herbjørnsrud (nacido en 1938), autor de historias cortas.